# Cornufer magnus
Espèce
Synonymes
- Platymantis magna Brown & Menzies, 1979
- Platymantis magnus Brown & Menzies, 1979

Statut de conservation UICN

 LC  : Préoccupation mineure
Cornufer magnus est une espèce d'amphibiens de la famille des Ceratobatrachidae.

## Répartition
Cette espèce est endémique de Nouvelle-Irlande en Papouasie-Nouvelle-Guinée. Elle se rencontre du niveau de la mer à 1 175 m d'altitude.
Sa présence est incertaine en Nouvelle-Bretagne.

## Publication originale
- Brown & Menzies, 1979 : A new Platymantis (Amphibia: Ranidae) from New Ireland, with notes on the amphibians of the Bismarck Archipelago. Proceedings of the Biological Society of Washington, vol. 91, p. 965-971 (texte intégral).